# آناتولی آرتامونوف
آناتولی آرتامونوف (روسی: Анатолий Дмитриевич Артамонов؛ زادهٔ ۵ مهٔ ۱۹۵۲) سیاست‌مدار اهل کشور روسیه است. وی فرماندار «کالوگا اوبلاست» در قسمت اروپایی روسیه است.

## زندگی
آناتولی آرتامونوف در سال ۱۹۵۲ در کالوگا در روسیه به دنیا آمد.